# Castellanosia
Castellanosia (лат.) – монотипный род суккулентных растений семейства Кактусовые, из Боливии и Парагвая. На 2022 год, включает один вид: Castellanosia caineana Cárdenas. Это кустарник, который растет в основном в биоме пустыни или сухих кустарников.

## Таксономия
Castellanosia Cárdenas, Cact. Succ. J. (Los Angeles) 23: 90 (1951).

#### Виды
По данным сайта Plants of the World Online на 2022 год, род включает один подтвержденный вид:
- Castellanosia caineana Cárdenas

#### Синонимы
Гомотипные (основанные на одном и том же номенклатурном типе):
- Browningia caineana (Cárdenas) D.R.Hunt